# گرگ راجرز
گرگ راجرز (انگلیسی: Greg Rogers؛ زادهٔ ۱۴ اوت ۱۹۴۸) شناگر اهل استرالیا بود.
وی در مسابقات کشوری و بین‌المللی در مجموع برندهٔ ۲ مدال طلا، ۲ مدال نقره، ۲ مدال برنز شده‌است.